# La música en las Tullerías
La música en las Tullerías es un cuadro realizado por el famoso pintor francés Édouard Manet en 1862. Mide 76 cm de altura y 116 de largo. Se considera generalmente esta tela como el primer ejemplo de obra impresionista en la historia del arte. Fue adquirido por la National Gallery de Londres en 1917 y allí se exhibe con el título de Music in the Tuileries Gardens.
Se trata de uno de los primeros cuadros de Manet, ejecutado durante el Segundo Imperio.

## Descripción
El universo de alto copete y refinado en el cual evolucionaba Manet, propio del París del siglo XIX está extraordinariamente reflejado en este cuadro, que pinta un concierto dado en el jardín de las Tullerías. Por entonces, el palacio de las Tullerías aún existía, y albergaba a la corte de Napoleón III. Tres días a la semana se abrían los jardines al público y se oía música.
El pintor se complace en hacer figurar un determinado número de las personas que le son cercanas. Algunas de las figuras son verdaderos retratos. En él aparece su modelo favorita: Victorine Meurent, que también está en obras como La cantante de las cerezas o Desayuno sobre la hierba, de la misma época. Puede identificarse también al propio autor, Manet, con sombrero de copa, barbudo, en el borde izquierdo de la composición. Ligeramente inclinado hacia la izquierda está su hermano, Eugène Manet, charlando con otra mujer.
Baudelaire es una simple silueta esbozada, justo detrás de la primera dama de blanco, empezando por la izquierda. Esta última, instalada junto a la Sra. Offenbach, no es otra que la Sra. Lejosne, gracias a la cual Manet conoció a Baudelaire.
Otros amigos del artista están cerca del tronco: el músico Offenbach, el pintor Henri Fantin-Latour y escritores como Jules Husson Champfleury o Théophile Gautier.

## Estilo
Manet pinta a este abigarrado grupo con manchas de color. El uso de esta técnica escandalizó a los contemporáneos. En efecto, esta tela supone la clara ruptura del pintor con su período realista, también escandalizó cuando se expuso en 1863 en la galería Louis-Martinet, ya que mostraba a la sociedad de su tiempo y no un pasado más o menos mítico. Se representa con precisión las vestimentas y los tocados de la época. Las sillas de hierro forjado que se ven acababan de sustituir a las de madera empleadas en el evento hasta 1862. Destacan los vestidos con grandes lazos que llevan las niñas que juegan en primer plano. Las críticas también acusaron a Manet de trabajar sólo esbozos borrosos y de «arañar los ojos como la música de las ferias hace sangrar la oreja». 
Está Música de las Tullerías, mejor aún que Desayuno sobre la hierba, parece ser el primer manifiesto verdadero del movimiento impresionista y uno de los primeros signos del interés de la pintura para la vida urbana moderna, seguido en esto por Daumier y Degas en particular.